# Chuck Bartowski
(Chuck, rivolto al pubblico, all'inizio di ogni episodio.)
Charles Irving "Chuck" Bartowski è un personaggio immaginario, protagonista della serie televisiva statunitense Chuck, ideata da Josh Schwartz e Chris Fedak. È interpretato da Zachary Levi e nell'edizione italiana è doppiato da Nanni Baldini.
Chuck è un ragazzo nerd molto intelligente, semplice e di animo buono che si trova a possedere tutti i maggiori segreti governativi degli Stati Uniti, impressi nel proprio cervello a causa di un computer neurale noto come Intersect.

## Caratteristiche

### Aspetto

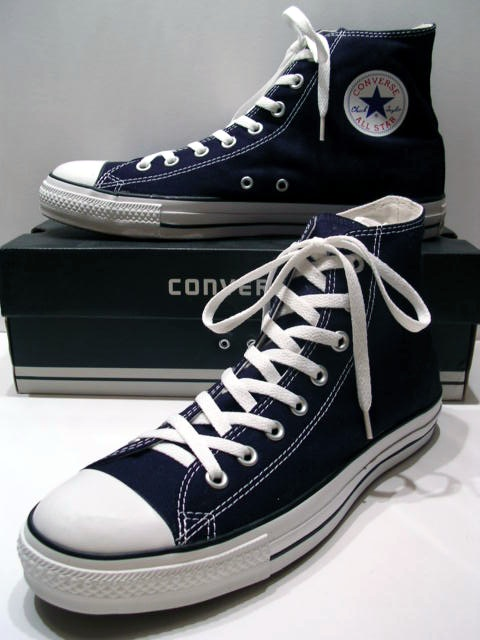
Un paio di Chuck Taylor All-Stars, segno distintivo del personaggio.

Il personaggio è dipinto fondamentalmente come lo stereotipo nerd: alto, magro, goffo, pallido e con i capelli castani arruffati, ricci, scuri e generalmente folti (nelle prime tre stagioni) ma successivamente (a partire dalla quarta stagione), con la crescita come uomo del personaggio, inizierà a portarli tagliati corti. La sua divisa da lavoro a sua volta riflette parte di tale stereotipo: camicia bianca a maniche corte con tanto di cravatta scura ed un ingente numero di matite e penne nel taschino. Curiosamente nella serie Chuck è visto più spesso con la divisa del Nerd Herd che in abiti civili, cosa che rafforza l'immagine di tale uniforme in maniera quasi caricaturale.
Spesso Chuck indossa la divisa anche a casa sua o in missione, tuttavia, in alcune occasioni, lo si è visto sfoggiare un abbigliamento diverso costituito da t-shirt aderenti e jeans. L'abbigliamento casual di Chuck consiste in una vasta gamma di felpe e magliette generalmente di colore blu scuro, marrone o rosso, mentre durante certe missioni indossa un completo nero per mimetizzarsi meglio.
Nei panni di Charles Carmichael il personaggio è invece solito indossare un completo formata da giacca e cravatta scuri ed una camicia bianca molto sofisticate ed ispirate al look classico di Sean Connery, George Lazenby, Roger Moore, Timothy Dalton, Pierce Brosnan e Daniel Craig nel ruolo di 007.
Caratteristica distintiva del personaggio sono le scarpe da ginnastica Chuck Taylor All-Stars nere, che indossa in ogni occasione, formando un gioco di parole con il suo nome.

### Personalità
Chuck viene presentato come un ragazzo schietto, spontaneo, semplice, socievole, bonario, dolce, affettuoso e simpatico. Nonostante i rischi e le brusche realtà della sua doppia vita, egli tenta di mantenere integra la sua onestà e sfoggia un atteggiamento positivo, ottimista e ironico. La sua natura pacifica lo porta ad essere spesso tirato in causa per risolvere le dispute tra i colleghi, cosa che lo rende unanimemente benvoluto al Buy More, sebbene talvolta i colleghi lo prendano in giro. Ha un gran senso di responsabilità e tenta sempre di rimediare ai propri errori, soprattutto se è qualcun altro a doverli pagare. Chuck tenta sempre di fare la cosa giusta ed aiutare le persone, tuttavia si trova costantemente in contrasto con l'ambigua etica di una spia e gli innumerevoli segreti che essa comporta. A riprova di tutto ciò è estremamente restio all'idea di sfruttare le sue relazioni personali per ottenere un'informazione.
La cosa più importante nella vita del ragazzo sono gli amici e la famiglia; più volte nella serie ha disobbedito agli ordini per salvare la vita di Ellie, Anna, Morgan, Casey o Sarah. Inoltre mette a repentaglio la sua vita per recuperare l'anello di fidanzamento smarrito da Devon, tenterà di far riappacificare Casey e la sua vecchia fiamma nonostante la freddezza con cui questi reagisce ai suoi tentativi, e prometterà ad Ellie di far tutto il possibile per far presenziare il loro padre al suo matrimonio. Chuck è estremamente premuroso e si mostra sempre disponibile all'ascolto ed al supporto degli altri quando questi hanno dei problemi e, inoltre, cerca di risolverli, spesso riuscendoci grazie alla sua grande intelligenza.
La spontaneità e la semplicità d'animo del ragazzo spinge le persone che gli stanno intorno a riporre facilmente la propria fiducia in lui. I colleghi del Nerd Herd lo considerano infatti una sorta di leader; in un'occasione lo definiscono la bussola morale del Buy More ed ogni qualvolta viene loro domandato chi sia il capo all'interno del negozio, essi rispondono all'unisono Chuck. Perfino Casey, sotto l'effetto del siero della verità, ha ammesso di nutrire una grande ammirazione per il ragazzo e per la sua fermezza. Sono queste sue qualità che hanno fatto sì che Sarah si innamorasse di lui fin dal primo istante e che, progressivamente, iniziasse ad aprirsi nei suoi confronti, contravvenendo al codice delle spie, tuttavia Chuck non si astiene dall'essere invidiosi nei riguardi di Bryce, Shaw e Cole, tutti corteggiatori di Sarah, pure loro delle spie, ciò che lo rende insicuro è il fatto che sono delle spie e dunque hanno più cose in comune con lei. Con il tempo ambedue capiranno di essere innamorati l'uno dell'altra e diverranno dapprima una coppia e poi marito e moglie.
Chuck tende a guardare solo il lato positivo delle cose e delle persone, ragion per cui diverse persone approfittano della sua ingenuità raggirandolo. A causa del suo animo buono, è sostanzialmente incapace di uccidere perciò, una volta appreso l'uso delle armi e delle arti marziali dall'Intersect 2.0, deciderà di utilizzare solamente pistole ai tranquillanti, tra l'altro i suoi principi etici gli impediscono di essere violento con una donna, anche in situazioni ad alto rischio.
Dispone di un grande senso dell'umorismo, che spesso gli è indispensabile nella sua vita da spia, consentendogli di trovare del comico in ogni situazione e tirare su il morale sia a se stesso che agli altri.
Durante la serie il personaggio presenta le classiche passioni da stereotipo nerd: è un grande fan dei videogiochi (ad esempio Missile Command, The Legend of Zelda, Gears of War, Halo 3 e Call of Duty 4: Modern Warfare), dei fumetti (di cui conosce enciclopedicamente trame, fatti e personaggi) e film di ogni genere (ad esempio i film di James Bond o le saghe cinematografiche di Star Wars e Die Hard). Inoltre ha una collezione di wicked vinyl. Adora la musica indie rock, è un fan dei The National e ascolta anche l'alternative rock, soprattutto gruppi come The Republic Tigers e gli Arcade Fire. Una delle canzoni preferite di Chuck è Feeling Good, infatti è anche un fan del jazz dato che gli piace anche ascoltare Nina Simone, mentre la sua suoneria telefonica è il brano dei Journey, Any Way you Want It.Sembra inoltre che gli piacciano molto anche i cocktail, infatti sa preparare il manhattan oltre ad affermare di saper fare bene anche il margarita.
Per sua stessa ammissione, Chuck ha una bassissima soglia del dolore, è allergico al pelo dei felini e soffre di allergie stagionali legate ai fiori e nei momenti di stress, come ogni membro della sua famiglia, lava qualcosa. Dimostra un'enorme paura di aghi, coltelli e pistole. Sebbene spesso si comporti da vigliacco nelle situazioni di pericolo, qualora sia necessario (ad esempio quando la vita di chi ama è in pericolo) è in realtà in grado di sfoderare un grande coraggio. Col tempo, una volta iniziato il suo percorso per diventare una vera spia, la sua indole subisce parzialmente un'evoluzione, Chuck infatti diventa più intraprendente e aggressivo, inoltre quando Quinn manipola Sarah mettendola contro Chuck approfittando del fatto che lei aveva perso i ricordi del loro amore a causa di una versione difettosa dell'Intersect 2.0 che lei aveva scaricato nel proprio cervello, tra tutti è proprio Chuck quello che aveva intuito che Sarah stava per tradirlo, a conferma del fatto che, quasi involontariamente, Chuck ha acquisito la diffidenza tipica di una spia.

## Biografia del personaggio

### Antefatti
Chuck nacque il 18 settembre 1981 da Stephen e Mary Bartowski, secondogenito della coppia dopo la sorella Ellie. Ha trascorso la sua infanzia con la famiglia a Encino, sebbene il padre fosse spesso assente per via del suo lavoro.
Stephen Bartowski è infatti un agente della CIA; noto come Orion, si trova a capo di un progetto denominato Intersect: un computer neurale contenente tutti i segreti militari del governo
All'età di nove anni, Chuck viene abbandonato dalla madre, la quale lascia la famiglia segnando profondamente il rapporto tra i due fratelli. È da quel momento che Chuck ed Ellie iniziano a prendersi strenuamente cura l'uno dell'altro. Abbandonati dalla madre e trascurati dal padre, sono consci di poter contare unicamente su sé stessi.
A causa della pericolosità del progetto Intersect, Stephen Bartowski decide di rubare i dati delle sue ricerche e diventa latitante per impedire alla CIA di far del male ai suoi cari. Al tempo Chuck non aveva ancora Iniziato il liceo.
Nel 1999 Chuck, grazie alla sua grande intelligenza, viene ammesso alla Stanford University; qui fa amicizia con Bryce Larkin, suo compagno di stanza, il quale gli presenta Jill Roberts, che diventerà la sua fidanzata.
Nel 2002 Bryce viene reclutato dalla CIA, che seleziona nell'università gli studenti più promettenti con l'obiettivo di farne degli agenti. Saputo nel 2003 che anche Chuck, per via dei suoi eccellenti risultati, è destinato al reclutamento, Bryce, preoccupato per il destino dell'amico, troppo buono per un campo di battaglia, fa in modo che Chuck sia espulso dall'università. Con la complicità di uno dei professori che si occupano del reclutamento, nasconde le risposte di un esame sotto il letto dell'amico e ne denuncia il ritrovamento.
Parallelamente all'espulsione, Chuck venne lasciato da Jill, la quale poco dopo inizia una relazione proprio con Bryce. Da allora il ragazzo nutrirà un profondo risentimento verso quello che una volta aveva considerato un amico e che dopo tali fatti considererà a tutti gli effetti la sua nemesi.
Allontanato a soli 12 crediti dal conseguimento della laurea triennale, Chuck è dunque costretto a tornare a Burbank, in California, nella casa che i genitori avevano lasciato a lui e alla sorella. Qui incomincia quello che sarebbe dovuto essere un lavoro temporaneo, diventando membro del Nerd Herd, l'help desk del centro commerciale Buy More. Poco dopo, grazie al suo talento per l'informatica, diviene il supervisore dello sportello di assistenza informatica del negozio.

### Prima stagione
All'inizio della serie Chuck conduce una vita spensierata e priva di aspettative, divisa tra il lavoro al Buy More e il divertimento con Morgan Grimes, il suo migliore amico; la sorella Ellie e il fidanzato Devon, soprannominato da Chuck Capitan Fenomeno, tentano, inutilmante, di spronarlo in tutti i modi a riprendere in mano le redini della propria esistenza.
Il giorno del suo ventiseiesimo compleanno Chuck riceve una e-mail da parte di Bryce Larkin che, una volta aperta, scarica nel suo cervello i contenuti del cosiddetto Intersect, il super-archivio progettato dal padre di Chuck e ricostruito dalla CIA e dall'NSA. Dal momento che il supercomputer originale è andato distrutto proprio da Bryce in un'azione di sabotaggio ai danni dell'agenzia, il cervello di Chuck rimane l'unica banca dati di questi preziosi segreti.
Scoperto ciò, la CIA e l'NSA affidano ai loro migliori agenti, l'agente Sarah Walker per la CIA e il maggiore John Casey per la NSA, il compito di recuperare i dati e contenere l'emergenza. Walker tenta inizialmente di sottrarre il PC del ragazzo, che però viene distrutto dopo una breve colluttazione con l'ignaro Chuck.
La donna si finge allora una cliente del Buy More per sedurre Chuck e capire quanto ne sapesse dell'azione di Bryce. Casey invece tenta direttamente di rapirlo; Walker intanto, convintasi della buona fede del ragazzo, decide di proteggerlo. I due agenti si scontrano fino a quando Chuck non ha un flash che gli svela alcuni dei segreti governativi nascosti nella sua testa. I due capiscono che Chuck è divenuto una versione umana dell'Intersect capace, ogniqualvolta venga stimolato da immagini o suoni, di attivarsi permettendo al suo cervello di accedere alle informazioni contenutevi. Dopo aver ricevuto i rapporti di Casey e Walker le due agenzie concludono che Chuck deve essere protetto e assegnano ai due tale compito.
Chuck sarà dunque costretto a lavorare per i servizi segreti fino a quando non verrà costruito un nuovo Intersect e nel frattempo proseguirà il lavoro al Buy More come copertura insieme a Casey, sarà costretto a tenere all'oscuro tutti (amici e famiglia) della scomoda verità per evitare complicazioni. Sarah si finge invece la sua ragazza, per Chuck la cosa diventa umiliante quando scopre che Sarah e Bryce erano amanti, ma i due avranno modo di conoscersi quanto basta per scoprire che tra loro c'è un legame più forte di una relazione di copertura e, in un momento di tensione, convinti di stare per morire, si scambieranno un bacio che, risolta la situazione in un falso allarme, provocherà imbarazzo per entrambi. Nel momento in cui il ragazzo, stanco della relazione fittizia con Sarah, avrà una breve relazione con una donna di nome Lou Palone, Walker ne sembrerà parecchio gelosa.
Verso la fine della stagione Chuck scopre che Bryce, contrariamente a ciò che i servizi segreti credevano, è in realtà ancora vivo e che il motivo per cui ha distrutto l'Intersect mandandone una copia al ragazzo era proteggerlo da un gruppo di spie corrotte denominatosi Fulcrum, obiettivo per il quale occorreva qualcuno che non fosse nella CIA e che non avrebbero mai cercato. Bryce difatti ha convinto la Fulcrum di essere egli stesso l'Intersect, motivo per il quale viene reintegrato nella CIA e mandato all'estero sotto copertura come agente autonomo. Dopo anni Chuck e Bryce, seppur parzialmente, finalmente si riappacificano.
In seguito a tale evento Chuck teme che Sarah possa partire con Bryce, tuttavia la ragazza decide di rimanere al suo fianco, nonostante entrambi concordino di poter essere solo amici. Al gruppo di spie saranno dunque assegnate varie missioni volte a sgominare la Fulcrum. Tuttavia quando la Fulcrum, tramite un loro agente, inizierà a monitorare il Buy More la CIA, preoccupata che possano aver scoperto il segreto di Chuck, deciderà di internarlo. Sarah e Casey, ormai affezionatisi al compagno, tenteranno di guadagnare tempo e catturare l'agente della Fulcrum prima che possa divulgare quanto appreso ai suoi superiori. I due riusciranno con successo nella loro missione e Chuck, scampato alla minaccia dell'internamento, assisterà con Sarah alla proposta di matrimonio di Devon alla sorella Ellie, dando loro la sua benedizione.

### Seconda stagione
Dopo che la squadra Bartowski reperirà un componente informatico dagli agenti della Fulcrum, la CIA incomincerà la costruzione del nuovo Intersect e Chuck, sollevato dai suoi doveri verso il paese farà dei progetti legati al suo futuro quali lasciare il Buy More, provare a terminare l'università, viaggiare in Europa e soprattutto inviterà a cena Sarah, deciso a dichiararle i suoi sentimenti; quando però il supercomputer si rivela un trojan horse della Fulcrum il ragazzo sarà nuovamente costretto a lavorare per la CIA, sebbene tale servizio gli varrà come ricompensa i dodici crediti necessari per conseguire la laurea. 
Chuck tuttavia inizia a vivere la sua doppia vita da spia in maniera diversa, infatti anche se brama si allontanarsi dalla CIA e tornare a condurre un'esistenza normale ora è più affascinato dallo spionaggio, tanto che per Sarah e Casey sta diventando sempre più difficile controllarlo dato che Chuck, durante le missioni, sempre con maggior frequenza prende l'iniziativa scavalcandoli.
Il rapporto stroncato sul nascere tra Chuck e Sarah sarà messo in crisi nel momento in cui egli rincontrerà Jill Roberts, con la quale, dopo averle rivelato del suo impiego di spia a seguito di una serie di circostanze, riallaccerà la relazione interrotta alla Stanford. In seguito scoprirà tuttavia che la ragazza è un'agente della Fulcrum, e che non ebbe mai una relazione con Bryce; infatti venne reclutata nel 2003 ricevendo l'ordine di lasciare Chuck per non compromettere la sua nascente carriera di spia. Quando Jill scoprirà che il ragazzo è l'Intersect ambito dalla Fulcrum tentennerà nel raggiungimento del suo obiettivo, tanto che Chuck, commosso, si offrirà di lasciarla fuggire per salvarla dalla cattura da parte della CIA; nel momento in cui Jill tenterà di uccidere Sarah però il ragazzo, senza esitazioni, l'ammanetterà ad un'auto e la consegnerà ai federali.
Sarah e Chuck si avvicineranno ulteriormente nel momento in cui la ragazza, per svolgere una missione, dovrà far ritorno al suo liceo ed affrontare i suoi vecchi compagni di classe, i quali la prendevano in giro a causa del padre galeotto. Chuck sarà di sostegno all'agente durante tale prova ed in seguito conoscerà direttamente il padre della ragazza Jack Burton, di cui conquisterà la simpatia e l'approvazione. Il rafforzamento dei sentimenti tra Chuck e Sarah spingerà il generale Beckman a far supervisionare la ragazza tramite una procedura nota come 49-b, al termine della quale essa risulterà non idonea alla supervisione del ragazzo e perciò sarà sospesa dal suo incarico. Chuck, tuttavia, riuscirà a convincere il generale che è proprio l'unione tra loro due a renderli una squadra efficiente.
In vista del matrimonio della sorella Chuck prometterà di rintracciare il padre a lungo disperso, parallelamente a ciò si metterà sulle tracce di Orion, il creatore dell'Intersect. Chuck riuscirà a trovare entrambi, scoprendo inoltre che le due identità coincidono nella stessa persona (il padre), tuttavia prima che questi possa aiutarlo verrà rapito Ted Roark, il miliardario a capo della Fulcrum.
Per salvare il padre dalle grinfie di Roark Chuck stringerà un patto con Jill, restituendole la libertà in cambio delle informazioni per rintracciare il genitore. Saputo dell'accaduto il generale Beckman ordinerà nuovamente l'interamento del ragazzo, ma Sarah si opporrà decidendo di fuggire con lui. I due latitanti, nella loro fuga da Casey, diverranno via via più stretti ed arriveranno quasi ad un momento di intimità; verranno tuttavia rintracciati da Casey e solo la fedeltà di quest'ultimo nei loro confronti permetterà agli stessi di riabilitarsi di fronte alla CIA, di salvare Stephen Bartowski, di smantellare la Fulcrum e di rimuovere l'Intersect dal cervello di Chuck.
Dopo aver assistito al matrimonio della sorella, Chuck scoprirà dal padre che una nuova associazione antigovernativa denominatasi L'Anello è intenzionata a sottrarre il nuovo Intersect 2.0 prima che questi venga installato nel cervello di Bryce Larkin, che viene assassinato dall'Anello, al che Chuck, comprendendo quale sia la sua vocazione si installa il nuovo supercomputer nel cervello disintegrando la versione originale ed ottenendo così capacità che lo rendono in grado di sconfiggere gli agenti antigovernativi.

### Terza stagione
Dopo essersi installato nel cervello l'Intersect 2.0 la Beckman proporrà a Chuck di entrare in un programma d'addestramento della CIA e diventare un agente effettivo. Nonostante l'eccitazione del ragazzo Sarah lo metterà in guardia sul rischio che tale professione lo cambi e gli proporrà di fuggire insieme; all'ultimo momento però Chuck, attirato dalla proposta dell'agenzia spionistica, accetterà la proposta logorando il rapporto con Sarah.
Passerà dunque sei mesi in un campo d'addestramento a Praga, a seguito dei quali verrà stabilito che l'emotività del ragazzo si scontra con il corretto funzionamento dell'elaboratore convincendo il generale Beckman a chiudere il progetto e licenziare il ragazzo. Fatto nuovamente ritorno a casa della sorella e rimasto senza lavoro e senza aspettative, Chuck passerà le giornate oziando e deprimendosi finché non rincontrerà per caso Casey e Sarah, assistendoli nuovamente in missione, nonostante le loro riserve, e conseguendo un successo che convincerà CIA e NSA a ricostituire la vecchia squadra, a cui verrà aggiunto Daniel Shaw in qualità di supervisore per aiutare il ragazzo ad ottenere la licenza di spia.
In seguito sarà riassunto al Buy More e inizierà a convivere con Morgan dopo che Ellie e Devon gli lasceranno la casa per trasferirsi in un altro appartamento.
Il rapporto tra Sarah e Chuck, già logorato dagli eventi precedenti a Praga, subisce un ulteriore peggioramento a causa dei progressivi cambiamenti del giovane per diventare una vera spia, i quali spingeranno la ragazza tra le braccia di Shaw. Inizialmente Chuck tenterà di autoconvincersi di non provare più nulla per Sarah, portando avanti una breve relazione con una ragazza di nome Hannah, ma in seguito capirà di essere ancora innamorato di Sarah e tenterà di chiarirsi con lei senza avere alcun successo.
Il rapporto con Sarah sembra guastarsi irreparabilmente quando, all'esame finale per diventare un agente della CIA a pieno titolo, il cosiddetto Test Rosso a Chuck verrà assegnato l'omicidio di Hunter Perry, agente che ha tradito un traditore la CIA passando informazioni all'Anello. Dato che Chuck porta a termine l'incarico, Sarah si convincerà che il ragazzo è diventato un assassino e deciderà, dopo la chiusura del programma da parte della Beckman ed il riassegnamento di Chuck a Roma, di tornare a Washington con Shaw, ignara che in realtà a uccidere Perry è stato Casey dal momento che Chuck non se la sentiva.
Casey, radiato dalla NSA dopo che l'Anello lo aveva costretto a tradire l'agenzia, tenterà di riappacificare i due dicendo la verità a Sarah, ma nel frattempo Shaw verrà contattato dal Direttore dell'Anello, il quale gli farà scoprire che la moglie Evelyn è stata uccisa da Sarah. Shaw tradisce allora la CIA e tenta di uccidere l'agente della CIA dopo averla portata con l'inganno a Parigi, dove tuttavia verrà raggiunto da Chuck che, nel disperato tentativo di impedirgli di portare a termine il suo fine, lo ucciderà con tre colpi di pistola al petto. Sarah, commossa da tale gesto e conscia che in fondo sia rimasto sempre il suo Chuck, gli dichiarerà finalmente il suo amore rivelandogli di averlo amato fin dal loro primo incontro, intraprendendo una vera relazione ed andranno a convivere.
Parallelamente a ciò Chuck otterrà nuovamente dal generale Diane Beckman il permesso per ricostruire la sua vecchia squadra avendo aiutato Casey a ottenere la reintegrazione all'NSA dato che aveva aiutato Chuck a Parigi nel salvataggio di Sarah catturando il direttore dell'Anello. Inoltre Chuck rivelerà della sua doppia vita a Morgan, integrandolo come agente della sua squadra spionistica, ma poco tempo dopo l'Intersect 2.0 incomincerà a mostrare alcuni difetti che porteranno Chuck sull'orlo della pazzia: per risolverli contatterà suo padre, il quale svilupperà un particolare orologio chiamato Il Governatore, grazie al quale è possibile controllare i flash del supercomputer.
Tuttavia il redivivo Shaw, salvato dalla morte dall'Anello e munito a sua volta dell'Intersect, ruberà il dispositivo, ucciderà Stephen Bartowski e farà sì che i membri della squadra siano accusati di diserzione e imprigionati. Grazie all'aiuto di Morgan, Devon ed Ellie, a cui rivelerà il suo segreto, Chuck e la sua squadra riusciranno però ad evadere e ad arrestare i soci anziani dell'Anello provando la loro innocenza. Shaw, che proprio come Chuck ha scaricato nel proprio cervello una versione dell'Intersect 2.0 combatte contro Chuck ad armi pari, tuttavia Chuck lo sconfigge e si riprende Il Governatore mentre Shaw viene arrestato, poco Morgan involontariamente fa saltare in aria il Buy More con l'esplosivo che Shaw aveva posizionato nell'edificio.
Terminata la missione Chuck promette ad Ellie di ritirarsi dallo spionaggio, lasciando la vita di spia all'amata Sarah, tuttavia poco dopo riceverà un video registrato dal padre che lo spronerà ad abbracciare il suo retaggio spionistico conducendolo alla base da cui Orion operò per oltre vent'anni e rivelandogli di un gruppo criminale su cui indagava al solo scopo di aiutare la moglie Mary, ovvero la madre di Chuck.

### Quarta stagione
Scoperto che la scomparsa di sua madre ebbe a che vedere con le misteriose Industrie Volkoff, impero del crimine che si è arricchito con la produzione e il traffico di armi. Chuck, aiutato da Morgan, incomincerà ad indagare sul loro conto tenendolo nascosto sia ad Ellie e Devon, sia a Sarah e Casey, i quali tuttavia intraprendono nel frattempo missioni volte a combattere il suddetto marchio terrorista russo e si troveranno a scoprire di tale iniziativa decidendo di aiutarlo tenendolo segreto però alla CIA. Ritenendo che solo con i mezzi della CIA Chuck possa fronteggiare le Industrie Volkoff, accetta di tornare a lavorare come spia, Chuck riprende il proprio impiego al Buy More, ma questa volta è solo una copertura dal momento che l'ipermercato adesso è diventata una base segreta della CIA e dell'NSA.
Poco tempo dopo tale evento Chuck sarà costretto a rivelare al cognato di aver ripreso la vita da spia, tuttavia manterrà il segreto con Ellie, che scoprirà essere incinta. Oltre alla ricerca di sua madre, Chuck affronterà anche gli alti e bassi della vita di coppia con Sarah, rafforzando sempre di più il loro rapporto, fino ad arrivare a parlare seriamente della possibilità di matrimonio.
Ricongiuntosi alla madre, Chuck la troverà una donna apparentemente fredda, ambigua e senza scrupoli. Realizzerà in seguito che il vero motivo di tale comportamento è il tentativo di proteggerlo dal pericoloso Alexei Volkoff. Dopo il primo confronto con il terrorista, Chuck si troverà temporaneamente privo delle piena funzionalità dell'Intersect a causa di un dispositivo che sua madre usa contro di lui. Senza l'Intersect Chuck, vulnerabile, viene sequestrato da Adelbert De Smet in una missione a Gstaad, tenuto poi prigioniero in un laboratorio in Tailandia, venendo poi salvato da Sarah, Casey e Morgan. 
Per merito di Devon riesce a scaricare nel proprio cervello un nuovo Intersect 2.0 da un computer di suo padre Stephen, potendo così tornare a essere una vera spia. Nel secondo confronto diretto con Volkoff, il ragazzo riuscirà a superarlo in astuzia ed a farlo cadere in trappola, arrestandolo e riuscendo a liberare la madre dalle sue grinfie smantellando le Industrie Volkoff, in tempo perché essa assista la nascita della nipote, Clara Woodcomb. Nei corridoi dell'ospedale, dopo che la bambina verrà alla luce, Chuck farà finalmente la proposta di matrimonio a Sarah, la quale accetterà immediatamente.
Contemporaneamente all'organizzazione delle nozze, Chuck e Sarah dovranno confrontarsi anche col nuovo Progetto Intersect di Jane Bentley, la quale installerà il computer in altri due agenti preparati e ne assegnerà il comando al colonnello Casey. Il progetto tuttavia fallirà quando il Team Bartowski si rivelerà essere una squadra migliore della nuova e la Beckman affiderà dunque la direzione dell'iniziativa a Chuck. Il ragazzo selezionerà quattro agenti con un profilo psicologico simile al suo ma alla fine la CIA concorderà che la migliore incarnazione dell'Intersect rimane Chuck, chiudendo il progetto.
Contemporaneamente a ciò Vivian, la figlia di Volkoff, prenderà in mano le redini dell'impero paterno dopo aver brevemente collaborato con la CIA ed aver capito di essere stata sfruttata, divenendo dunque la principale antagonista della squadra spionistica. Poco tempo dopo rivelerà ad Ellie di aver ripreso l'attività di spia, coinvolgendola in un'operazione da cui scoprirà che Volkoff non è mai esistito realmente e che tale identità venne creata come copertura per l'agente Hartley Winterbottom ed impiantatagli con un prototipo di Intersect, il quale malauguratamente finì per sostituirsi alla reale coscienza dell'uomo. Sia i familiari che gli amici del ragazzo concorderanno di tenere il segreto per non dover andare contro la CIA.
Alla vigilia delle nozze Vivian utilizzerà un'arma batteriologica su di Sarah e Chuck, aiutato dalla sua famiglia, Casey, Morgan, Zondra e Carina, diserterà la CIA per salvarle la vita. Dunque libererà Volkoff e, ripristinata la sua reale identità lo ricongiungerà alla figlia convincendola ad aiutarlo con la promessa di lasciarla fuggire all'estero col padre a missione conclusa. Durante l'operazione l'Intersect sarà rimosso dalla testa di Chuck per merito di un agente della CIA con la missione di arrestare la squadra di traditori: Clyde Decker.
Nonostante i numerosi ostacoli Chuck riuscirà a salvare la vita di Sarah e a convolare a nozze con lei all'epilogo della stagione. Come dono per il matrimonio i due riceveranno l'intero patrimonio della famiglia Volkoff, consistente in 887.000.000 di dollari; con tale somma la coppia comprerà dalla CIA il Buy More di Burbank e la base segreta situata sotto di esso, costituendo così una loro agenzia di spionaggio freelance: le Carmichael Industries.

### Quinta stagione
Gli affari della neo-fondata compagnia spioistica dei Bartowski faranno molta fatica a decollare, soprattutto a causa della forte competizione della Verbanski Corporation, società diretta da Gertrude Verbanski e considerata la migliore compagnia di spioaggio freelance al mondo. Tuttavia anche senza l'Intersect Chuck si è ormai rivelato più volte una spia astuta ed estremamente competente. Purtroppo Decker congelerà il conto bancario delle Carmichael Industries ed ostacolerà il gruppo in più missioni. Con la crescente crisi, Chuck convinto dalla moglie Sarah decide di fare da addestratore a Morgan dato che quest'ultimo possiede l'Intersect, erroneamente installato da Morgan nel suo cervello, impresa che si rivelerà difficile quando il supercomputer eroderà la mente di Morgan mutandone la personalità e rendendolo arrogante e paranoico fino al punto da vendere i propri servigi alla concorrenza.
Successivamente si scoprirà che tale cambiamento di personalità è in realtà dovuto a un trojan horse con cui l'Intersect scaricato da Morgan è stato infettato da Decker, fatto che una volta emerso convincerà il ragazzo a rimuovere tale macchinario dal suo cervello. Chuck realizzerà allora che Decker cospira contro di loro per ordine di qualcuno molto in alto; poco tempo dopo infatti l'uomo raggirerà il gruppo di spie per far loro rubare il potente virus informatico denominato OMEN, capace di distruggere completamente Internet. Sebbene l'inaspettato aiuto della Verbanski, che causerà la morte di Decker, sembri impedire tale proposito, tramite altri incaricati il misterioso cospiratore riuscirà in seguito ad immettere il virus nella rete informatica globale, rivelando di essere in realtà Daniel Shaw. L'uomo, che si è nel corso degli anni servito di Decker per i suoi scopi, fuggirà dalla sua cella grazie all'OMEN, si insinuerà alla sede delle Charmicael Industries e vi si barricherà assieme a Sarah per costringere Chuck a rubare per conto suo un dispositivo di nome Macau col quale trasferire l'intero database della CIA nella sua testa creando l'Intersect 3.0, tuttavia il ragazzo intuirà per tempo tale proposito e modificherà il dispositivo per far sì che, anziché potenziarlo, rimuova completamente l'elaboratore neurale dalla mente di Shaw, dunque lo affronterà in un combattimento corpo a corpo riescendo a batterlo anche con l'aiuto della sorella Ellie, dunque Shaw viene arrestato nuovamente.
Liberi da qualsiasi conto in sospeso, Chuck e Sarah decideranno di abbandonare la professione spionistica e trasformare le Carmichael Industries in una società di controspionaggio informatico; nonostante l'entusiasmo generale tuttavia i loro propositi saranno ostacolati dall'ex-agente della CIA Nicholas Quinn, era colui che avrebbe dovuto scaricare nel proprio cervello l'Intersect prima che Bryce lo spedisse per e-mail a Chuck. Adesso che è entrato in possesso del dispositivo per scaricare l'Intersect Quinn ne verrà deprivato dalla squadra di spie e dunque rapisce Chuck al fine di farselo restituire. Quinn attirerà dunque la squadra in una trappola e Sarah, per sfuggirvi e salvare il marito, sarà costretta ad installarsi l'elaboratore neurale. Soccorso Chuck, tuttavia, l'Intersect incomincerà a dar segni di malfunzionamento cancellando intere porzioni di memoria a Sarah; immediatamente Chuck si prodigherà per effettuare la rimozione del supercomputer, ma fallirà a causa dell'intromissione di Quinn, che rapirà la donna e velocizzerà il suo processo di cancellazione mnemonica, espiantando l'Intersect dalla sua testa di modo da azzerarne completamente gli ultimi cinque anni di vita e condizionarla affinché uccida il marito.
Chuck, Casey e Morgan, ignari della cosa, si metteranno sulle sue tracce; tuttavia essa ritornerà da loro senza il minimo aiuto spiegando di essere sfuggita al suo carnefice, mentre in realtà sarà proprio Quinn a manipolarla affinché rubi gli occhiali per scaricare l'elaboratore neurale dopo averle mentito facendosi passare per il suo supervisore e convincendola che i suoi compagni siano spie corrotte. Poco dopo il ritorno della moglie, Chuck progetterà di fare irruzione nella sede del D.A.R.P.A. dove viene progettato la nuova versione dell'Intersect creato dalla CIA ed infettarlo con un virus affinché nessuno debba più soffrire a causa del dispositivo, nel corso della missione tuttavia, Sarah rivelerà il suo reale schieramento scaricando l'elaboratore neurale negli occhiali prima che la squadra lo distrugga e fuggendo per consegnarlo a Quinn, all'ultimo Chuck riuscirà però a scambiare il dispositivo con un falso, costringendo Sarah a rintracciarlo per impadronirsene ed ottenendo così l'occasione di parlarle un'ultima volta nel tentativo di farla tornare in sé senza. Il dialogo tra i due verrà tuttavia interrotto da Quinn, che sottrarrà il dispositivo e tenterà di ucciderli poco prima di fuggire.
Sebbene Sarah capisca di essere stata soggiogata da Quinn, non riuscirà a ricordare dei sentimenti provati per Chuck, o per lo meno si sforza di rinnegarli dato che lei ora ha come solo obiettivo quello di uccidere Quinn, e dunque lo lascerà per mettersi sulle tracce del criminale e vendicarsi del furto dei ricordi. Spronato da Morgan, Chuck accompagnerà l'immemore moglie nella missione e inseguirà Quinn al fine di impedire che questi entri in possesso dei componenti necessari alla costruzione di una Chiave capace di modificare la programmazione del supercomputer e renderlo perfetto, comprendendo che tale dispositivo potrebbe anche restituire i ricordi di Sarah. Nel momento in cui Quinn riuscirà a costruire la Chiave tuttavia, per impedire che installi l'elaboratore neurale Sarah lo ucciderà con un colpo di pistola in pieno petto e Chuck, seppur a malincuore, scaricherà nel suo cervello un'ultima volta il supercomputer per disinnescare una bomba installata dall'uomo e destinata a uccidere molte persone a un concerto dell'orchestra sinfonica.
Ormai rassegnato, il ragazzo si separerà anche da Ellie e Devon, che andranno a vivere a Chicago, nonché da Casey, che si recherà a Dresda da Gertrude. Tuttavia nel nostalgico finale della serie, mentre Sarah è tutta sola nella spiaggia di Malibù viene raggiunta da Chuck il quale le giura che non intende avanzare pretese nei suoi confronti ma solo darle la certezza che sarà sempre pronto ad aiutarla qualora Sarah avesse bisogno di lui, di conseguenza Sarah con atteggiamento più sereno e affabile nei confronti del marito si rivela più incline a dargli fiducia dicendo a Chuck «raccontami di noi». Secondo Morgan soltando baciandola i ricordi di Sarah sarebbero riemersi, e infatti terminato il racconto i due si baciano per volere di Sarah, da ciò si evince che benché non ci sia prova che Sarah abbia recuperato o meno la memoria lei probabilmente si è innamorata per la seconda volta di suo marito.

## Abilità
Chuck dispone di un quoziente intellettivo molto al di sopra dell'ordinario ed è in grado di risolvere qualsiasi puzzle oltre a saper leggere anche uno spartito musicale. Più volte nella serie è stato suggerito che possegga una memoria eidetica, difatti sembra essere in grado di memorizzare tutto ciò che vede con una facilità impressionante; in base a questo principio egli riesce a visualizzare tutte le immagini dell'Intersect, rendendone possibile l'installazione nel suo cervello, cosa che in una memoria normale non sarebbe fattibile.
Chuck è un ottimo tecnico, molto ferrato in materia di computer nonché un bravo analista e un esperto cracker. È implicito che sia probabilmente uno degli hacker più bravi al mondo, sa come violare un sistema di sicurezza informatico con estrema facilità, tanto che in passato era soprannominato "Il Piragna". È capace di riparare apparecchi come computer e cellulari, questo perché ha svariate competenze di elettronica e di ingegneria, e spesso riesce a identificare o a manipolare un sistema di video sorveglianza solo per sua conoscenza personale piuttosto che per l'Intersect. Grazie a questa abilità ed all'aiuto di Sarah e Casey, ha conseguito una laurea in ingegneria elettronica nel 2008. Secondo Quinn potenzialmente Chuck con le sue competenze nell'ingegneria informatica potrebbe configurare un Intersect perfetto. Chuck è un leader più che qualificato, capace di una grande abilità coordinativa, inoltre è un ottimo simulatore.
Nella versione originale dello show, Chuck comprende alla perfezione l'italiano e ne conosce qualche parola. Inoltre parla fluentemente il klingon. Spesso è asserito che il ragazzo disponesse di un'ottima abilità nell'uso delle armi bianche (nello specifico le armi da lancio) ma soprattutto di una buona mira anche senza l'Intersect 2.0.
Chuck vanta capacità di apprendimento eccezionali, ne è la prova che dopo aver preso poche lezioni con Devon impara subito a ballare il tango, inoltre dopo essersi documentato velocemente sui diamanti capisce subito come distinguerne una vero da uno falso. Anche prima che iniziasse ad addestrarsi per divenire una spia ha dato sfoggio di un'inaspettata abilità come ladro, tanto che in svariate occasioni si è dimostrato in grado di rubare un oggetto addosso a una persona senza che l'interessato se ne rendesse conto.
Col progredire della serie diverrà una spia parecchio più competente ed astuta e si muoverà sul campo con scioltezza sempre maggiore, acquisendo grande esperienza di spionaggio, imparando a disinnescare bombe esplosive e familiarizzando nell'uso delle armi da fuoco, sebbene a causa della sua indole pacifica si rifiuterà di portare un'arma caricata con veri proiettili ed opterà invece per dei dardi tranquillanti.
Oltretutto, acquisirà una competenza sempre maggiore di autodifesa, imparando a padroneggiare diverse tecniche di arti marziali e di combattimento corpo a corpo, rendendolo di fatto una spia completa, tanto che nella quinta stagione si dimostra in grado di competere ad armi pari con agenti del calibro di Shaw, Quinn e Morgan Intersect.

### Intersect umano
L'acquisizione dell'Intersect gli consente attraverso stimolazione visiva da parte di volti, voci, immagini o parole chiave contenuti nei fascicoli segreti, di accedere a un'immensa quantità di segreti governativi e militari di CIA e NSA. Tali segreti sono classificati almeno come di livello 6 nella scala di sicurezza spionistica.
Dalla terza stagione in poi, a seguito dell'acquisizione dell'Intersect 2.0, molte abilità gli vengono fornite direttamente dai flash dell'Intersect: difatti apprende numerose tecniche specifiche di combattimento, tra cui il kung-fu, la boxe e svariate altre arti marziali, oltre a padroneggiare le armi bianche come la katana, la spada, lo shinai e i nunchaku. Apprende poi numerosi stili di ballo, la chirurgia, inoltre padroneggia varie lingue quali il francese, il coreano e il giapponese, entra anche in possesso dell'abilità di aprire casseforti e svariate serrature. Per via della sua emotività Chuck a volte non riesce ad attingere alle competenze derivate dall'Intersect 2.0 non potendo attivare o controllare i flash a suo piacimento, solo in un'occasione è riuscito a sfruttarne il pieno potenziale, quando ha assunto il farmaco chiamato Laudanol che inibiva la paura di Chuck permettendogli di agire in piena razionalità e infatti in quella circostanza ha sfruttato le abilità di lotta dei flash senza limitazioni.
Alla fine dell'ultima stagione, Chuck installa la versione definitiva dell'elaboratore neurale: l'Intersect 3.0. Le potenzialità esatte del supercomputer non sono conosciute, secondo Shaw avendolo a propria disposizione dovrebbe essere in grado di «afferrare una pallattola con i denti» ma soprattutto ipoteticamente renderebbe proprietario capace di accedere a qualsiasi informazione desideri. L'unico flash avuto da Chuck tramite tale dispositivo, ultimo della serie, è volto a disinnescare una bomba di Quinn.

## Curiosità
La data di nascita di Chuck è il 18 settembre, stesso giorno della fondazione della CIA.